# Мустафай, Бесник
Бесник Мустафай (алб. Besnik Mustafaj, род. 23 сентября 1958, Байрам-Цурри (НСР Албания)) — албанский писатель, сценарист и поэт, дипломат. 62-й министр иностранных дел Албании.

## Биография
Окончил факультет иностранных языков Тиранского университета. Специалист по романской филологии. Затем учительствовал в округе Тропоя.
С 1982 — преподаватель в университете Тираны и журналист газеты «Zëri i popullit» («Голос народа»), органа ЦК компартии Албании.
С 1988 году работал переводчиком в Институте по изучению марксизма-ленинизма, а два года спустя стал главным редактором журнала «Bota Letrare» («Всемирная литература»).
В 1991 году он стал участвовать в демократической оппозиции. Был кандидатом в депутаты от Демократической партии Албании. В марте 1991 года впервые был избран членом Народного собрания Албании.
В 2005 назначен послом Албании во Франции.
11 сентября 2005 по 24 апреля 2007 года Мустафай занимал пост министра иностранных дел в правительстве премьер-министра Албании Сали Бериша. Подвергался критике за занятую им слишком мягкую позицию по косовскому вопросу.

## Творчество
Бесник Мустафай известен как автор четырех поэтических сборников, сборника эссе, книг для детей, романов и повестей.
Бесник Мустафай — один из наиболее переводимых на иностранные языки албанских писателей. Ряд его творений переведен на французский, немецкий и болгарский языки.

## Избранные произведения
Сборники стихов
- Motive te gezuara (Радостные мотивы) (1978);
- Fytyrë burri (Мужское лицо) (1987);
- Legjenda e lindjes sime (Легенда о моëм рождении) (1998);

Проза
- Vera pa kthim (Лето, откуда нет возврата) (1989);
- Gjinkallat e vapës (Тепло цикады) (1994);
- Një sagë e vogël (Небольшая сага) (1995);
- Daullja prej letre (Рулон бумаги) (1996);
- Boshti(Ось) (1998).

эссе
- Midis krimeve dhe mirazheve (Среди преступлений и миражей) (1999);

Киноценарий
- Мао Цзедун /Mao Ce Dun (2008)